# 施泰因赫灵
施泰因赫灵是德国巴伐利亚州的一个市镇。总面积36.29平方公里，总人口3877人，其中男性1947人，女性1930人（2011年12月31日），人口密度107人/平方公里。